# 甘卓棠
甘卓棠（1899年—1929年2月），广东新兴人，又名甘作棠、甘焯棠，在苏联曾用名斯拉维恩，中国共产党員。

## 生平
甘卓棠早年在香港九龙船坞做工。在五四运动期间，他曾经投身工人运动，參與过香港工人、学生示威游行。1921年春，他加入了香港华人机器会。1924年秋，他参与了中国共产党的外围组织“小灶”。1925年，他再次加入工人运动，参與了省港大罷工，并被选为省港罢工工人代表大会的代表。他于1926年春加入了中国共产党，并担任香港机器工人联合会宣传部副部；同年4月起，他被任命为香港金属业总工会宣传部副部长。时值第一次国共合作，他自1926年9月起被任命为中国国民党中央农民部特派员。1928年1月，他被选为中共香港市委常委；1928年11月起，又被选为中共广东省委候补常委。1928年12月起，他被任命为中华全国总工会南方办事处党团书记。1929年1月，他补缺任中共广东省委常委，同月下旬出任省委巡视员，到广东江门、新会视察工作，但遭国民党当局逮捕，同年2月在广州被处死。